# Echilibru dinamic
În chimie, echilibrul dinamic este echilibrul chimic ce se stabilește odată cu desfășurarea unei reacții reversibile. Raportul dintre reactanți și produșii de reacție se schimbă constant, însă interconversia lor are loc cu o viteză egală, deci se stabilește un echilibru. Echilibrul dinamic presupune o stare de transformare reversibilă a compușilor, dar nu și formarea unor concentrații egale ale acestora. Dacă este nevoie, în fața compușilor sau a produșilor de reacție se adaugă un coeficient, iar dacă nu este nevoie de aceștia nu se adaugă. În urma produșilor de reacție se obține o substanță chimică.